# Armoriale dei comuni della provincia di Varese

Stemma della Provincia di Varese

Questa pagina contiene le armi (stemmi e blasonature) dei comuni della provincia di Varese.
| Stemma | Comune e blasonatura | Gonfalone e bandiera |
| ------ | --- | -------------------- |
|        | Agra D'azzurro, alla pecora d'argento coricata e rivoltata, sotto un albero nodrito, il tutto fondato su una striscia di campagna nascente da uno specchio d'acqua ondato, il tutto al naturale. Ornamenti esteriori da Comune. R.D. 10 aprile 1930. Gonfalone: Drappo di verde… D.P.R. 16 luglio 1985. |                      |
|        | Albizzate Partito, di rosso e d'argento, al castello aperto del campo, murato di nero, torricellato di due pezzi, esse torri finestrate di tre, 2 e 1, del campo, e merlate alla ghibellina di due, esso castello privo di merlature, accompagnato in capo da una stella, raggiata di sei, il tutto dell'uno all'altro, esso castello fondato su un ristretto di campagna di verde. Al capo d'oro, all'aquila spiegata di nero, poggiante sulla partizione, linguata di rosso e coronata all'antica del campo. Ornamenti esteriori da Comune. Gonfalone: Drappo di bianco… |                      |
|        | Angera D'oro, al biscione visconteo di sette spire, di azzurro, ondeggiante in palo, ingollante il putto di carnagione, capelluto di nero, allumato di azzurro, con le braccia aperte, esso biscione sormontato dalla corona all'antica di cinque punte visibili, di argento. Gonfalone: Drappo di azzurro riccamente ornato di ricami d’oro e caricato dallo stemma sopra descritto con la iscrizione centrata in oro, recante la denominazione della Città. Le parti di metallo ed i cordoni sono dorati. L'asta verticale sarà ricoperta di velluto azzurro con bullette dorate poste a spirale. Nella freccia sarà rappresentato lo stemma della Città e sul gambo inciso il nome. Cravatta con nastri tricolorati dai colori nazionali frangiati d’oro. Stemma e Gonfalone concessi con D.P.R. del 5 agosto 1991. Bandiera: Drappo partito di azzurro e di rosso, caricato dallo stemma civico. L’asta è ornata dalla cravatta con nastri tricolorati dai colori nazionali. D.P.R. del 23 febbraio 2016. | Bandiera             |
|        | Arcisate D'oro al mastio torricellato di due, di rosso, murato di nero e fondato su campagna erbosa di verde. Ornamenti esteriori da Comune. R.D. 10 marzo 1930. |                      |
|        | Arsago Seprio Partito: nel primo di rosso, all'ara d'argento, su cui sono incise le lettere capitali romane, di nero: "MER" e "CUR", su due righe, una sopra l'altra, l'ara sostenente l'aquila d'argento, col volo abbassato, rivoltata; nel secondo, d'azzurro al battistero ottagonale di Arsago Seprio, d'argento, aperto e murato in nero, in due corpi, coperto di pietra naturale ciascun corpo, sormontato dalla piccola croce d'argento; il tutto fondato sulla campagna di verde. Ornamenti esteriori da Comune. Gonfalone: Drappo di rosso riccamente ornato di ricami d'argento e caricato dello stemma sopra descritto con l'iscrizione centrata in argento: COMUNE DI ARSAGO SEPRIO. Le parti metalliche ed i cordoni saranno argentati. L'asta verticale sarà ricoperta di velluto dai colori rosso e giallo, alternati, con bullette argentate poste a spirale. Cravatta e nastri tricolorati dai colori nazionali frangiati d'argento. |                      |
|        | Azzate Campo di cielo, al castello di rosso, murato di nero, aperto del secondo, torricellato di cinque pezzi, una centrale, più grande, due laterali e due arretrate, uscenti dal fastigio, esso castello e le torri merlate di tre, e accostato a destra da un gelso ed a sinistra da spighe di frumento, il tutto fondato su una pianura erbosa di verde, il tutto al naturale. Ornamenti esteriori da Comune. |                      |
|        | Azzio Gonfalone: Drappo troncato di azzurro e di bianco. D.P.R. 16 marzo 1985. |                      |
|        | Barasso Semipartito troncato: nel primo, d'azzurro, all'albero nodrito al naturale; nel secondo, d'argento, alla ruota di mulino d'oro, raggiata di otto; nel terzo, di rosso, al compasso aperto, accompagnato da due stelle, il tutto d'oro. Sotto lo scudo è posta una lista bifida svolazzante di rosso caricata col motto a caratteri capitali di nero: «AEQUITATE ET IUSTITIA ("Con equità e giustizia")». Ornamenti esteriori da Comune. D.P.R. 21 dicembre 1989. Gonfalone: Drappo di bianco… |                      |
|        | Bardello con Malgesso e Bregano Semipartito troncato: nel primo, d'argento, al gelso di verde, fruttato di dieci, di argento, nodrito e fustato al naturale; nel secondo, d'oro, alla torre di azzurro, murata di nero, chiusa e finestrata dello stesso, fondata sulla collina tondeggiante di verde; nel terzo, d'azzurro, alla banda ondata d'argento, accompagnata da due pesci persici d'oro, uno posto in capo, l'altro, rivoltato, in punta. Ornamenti esteriori da Comune. Gonfalone: Drappo tagliato di giallo e di azzurro. |                      |
|        | Bedero Valcuvia |                      |
|        | Besano Troncato: nel primo, d'argento, alla stella di sei raggi d'oro; nel secondo di rosso, alle due sbarre d'oro, al capo ridotto d'oro, caricato dalle due sbarre d'azzurro; il tutto sotto il capo d'azzurro, merlato alla guelfa all'ingiù di tre pezzi, esso capo posto sotto altro capo ridotto di rosso. Ornamenti esteriori da Comune. D.P.R. 2 ottobre 1995. Gonfalone: Drappo partito di azzurro e di giallo… |                      |
|        | Besnate D'oro, al biscione visconteo, ondeggiante in palo, ingollante per metà un putto ignudo, posto in fascia e in maestà, con le braccia aperte, il tutto al naturale, accompagnato in capo da due imprese, ciascuna formata di tre anelli di rosso, intrecciati e male ordinati, poste in fascia. Ornamenti esteriori da Comune. Gonfalone: Drappo partito di rosso e di giallo, riccamente ornato di ricami d'argento e caricato dello stemma comunale. Le parti metalliche ed i cordoni saranno argentati. L'asta verticale sarà ricoperta di velluto dai colori rosso e giallo, alternati, con bullette argentate poste a spirale. Cravatta e nastri tricolorati dai colori nazionali frangiati d'argento. Stemma e Gonfalone concessi con D.P.R. 25 agosto 1953. |                      |
|        | Besozzo Gonfalone: Drappo partito di rosso e d'azzurro, riccamente ornato di ricami d'argento e caricato dello stemma con l'iscrizione centrata in argento: COMUNE DI BESOZZO. Stemma e Gonfalone concessi con D.P.R. 2 febbraio 1957. |                      |
|        | Biandronno D'azzurro, al castello d'argento, murato di nero, torricellato di due pezzi laterali, esso castello aperto e finestrato di tre, poste in fascia, del campo, ciascuna torre finestrata di una del campo, il fastigio merlato di cinque, ciascuna torre di tre, il castello accompagnato in capo da due stelle d'argento, raggiate di sei, il tutto fondato su una striscia di campagna al naturale nascente da uno specchio d'acqua ondato d'azzurro e d'argento. Ornamenti esteriori da Comune. Gonfalone: Drappo partito, di bianco e d'azzurro, riccamente ornato di ricami d'argento e caricato dello stemma sopra descritto con l'iscrizione centrata in argento: COMUNE DI BIANDRONNO. Le parti metalliche ed i cordoni saranno argentati. L'asta verticale sarà ricoperta di velluto dai colori bianco e azzurro, alternati, con bullette argentate poste a spirale. Cravatta e nastri tricolorati dai colori nazionali frangiati d'argento. Stemma e Gonfalone concessi con D.P.R. 10 luglio 1962. |                      |
|        | Bisuschio D'azzurro, a tre aquile spiegate, coronate all'antica, ben disposte, e accompagnate in punta dalla scritta a caratteri capitali: "BISVSTUM", il tutto d'oro. Ornamenti esteriori da Comune. Gonfalone: Drappo partito di azzurro e di giallo… D.P.R. 26 gennaio 1954. |                      |
|        | Bodio Lomnago Inquartato: nel primo, d'argento, alla croce di rosso; nel secondo, di rosso, al leone d'oro, lampassato del campo; nel terzo di rosso, al bue furioso, rivoltato d'oro; nel quarto, d'azzurro, alla torre d'argento, murata di nero, finestrata di due, in palo, dello stesso, merlata di cinque alla ghibellina, fondata sulla pianura di verde. Ornamenti esteriori da Comune. D.P.R. 1º agosto 1995. Gonfalone: Drappo di bianco con tre gigli di azzurro posti in basso, ordinati in fascia, riccamente ornato di argento e caricato dello stemma sopra descritto con l'iscrizione centrata in argento, recante la denominazione del Comune: COMUNE DI BODIO LOMNAGO. Le parti di metallo ed i cordoni saranno argentati. L'asta verticale ricoperta di velluto dei colori del drappo alternati, con bullette di argentate poste a spirale. Nella freccia sarà rappresentato lo stemma del Comune e sul gambo inciso il nome. Cravatta con nastri tricolorati dai colori nazionali frangiati d'argento. |                      |
|        | Brebbia Inquartato: nel primo, d'oro, al tempio di Minerva di pietra al naturale, visto in prospettiva, con la facciata volta a sinistra, fondato su terreno collinoso di verde; nel secondo, di rosso, alla croce latina d'argento; nel terzo, d'argento, al fiume d'azzurro, fluttuoso d'argento, defluente in sbarra, caricato della torre di rosso, murata di nero, merlata di tre alla guelfa, fondata sul terreno collinoso di verde; nel quarto, d'azzurro, a otto stelle di sei raggi d'oro, poste tre, tre, due. Ornamenti esteriori da Comune. Gonfalone: Drappo inquartato di azzurro, di bianco, di rosso e di giallo. D.P.R. 20 febbraio 1985. |                      |
|        | Brenta Di verde, a tre api d'oro, ben ordinate. Ornamenti esteriori da Comune. Gonfalone: Drappo partito di giallo e di verde… |                      |
|        | Brezzo di Bedero D'argento, al monte di verde, caricato da tre alberi nodriti, dell'ultimo, accompagnati in capo da due stelle raggiate di sei d'azzurro, alla campagna ondosa dello stesso. Ornamenti esteriori da Comune. Gonfalone: Drappo partito verde e bianco… |                      |
|        | Brinzio D'oro, a due castagni di verde, fruttati del campo, nodriti sulla pianura di verde, con due sfondi montuosi, il primo, più vicino, costituito dalla catena delle Prealpi Varesine e Valcuviane, di verde, il secondo dalla catena del Monte Rosa, d'argento. Ornamenti esteriori da Comune. Gonfalone: Drappo troncato di verde e di giallo riccamente ornato di ricami d'argento e caricato dello stemma sopra descritto con l'iscrizione centrata in argento: COMUNE DI BRINZIO… D.P.R. 20 marzo 1984, n. 1597. (Nota: con R.D. 5 settembre 1942 era stato concesso a Brinzio un diverso stemma: d'azzurro, al lupo di nero, tendente al lago dalle naturali montagne boscose di castagni fruttati d'oro, con relativo gonfalone partito d'azzurro e di verde. Non risulta che tale arma sia mai stata effettivamente impiegata: probabilmente, data la difficile situazione bellica, l'atto non fu mai notificato al municipio. Nell'epoca precedente, lo stemma locale - non formalmente riconosciuto - era costituito dal disegno di un solo castagno stilizzato). - Antico stemma non ufficiale | Bandiera             |
|        | Brissago-Valtravaglia D'argento, al castello di rosso, murato di nero, aperto e finestrato del campo, torricellato di due pezzi, accollato ad un albero sradicato al naturale, accostato da due cani levrieri controrampanti. Ornamenti esteriori da Comune. R.D. 12 febbraio 1930. Gonfalone: Drappo di verde riccamente ornato di ricami d'argento e caricato dallo stemma comunale con l'iscrizione centrata in argento, recante la denominazione del Comune… D.P.R. 11 dicembre 1997. |                      |
|        | Brunello Un guscio di noce di rosso, bordato di giallo sormontato da una corona merlata. Sul guscio di noce si staglia una capinera che poggia le zampe sopra una lista che avvolge il guscio dal basso verso l'alto, da sinistra a destra, recante la scritta: BRUNELLUM ASPICITE. (descrizione non araldica). (immagine non conforme alle regole araldiche dello Stato italiano). Art. 3 dello Statuto comunale, approvato dal Consiglio comunale con delibera n. 25 del 9 luglio 2001 (lo stemma era già in uso dal 1992). |                      |
|        | Brusimpiano Inquartato in croce di Sant'Andrea: il primo, d'argento, alla torre quadrata, merlata alla ghibellina di rosso, aperta del campo; il secondo, d'azzurro, al pesce d'argento, posto in palo; il terzo, pure d'azzurro, alla pecora coricata di argento; il quarto, d'argento, alla biscia di verde. Ornamenti esteriori da Comune. R.D. 19 novembre 1931. Gonfalone: Partito di bianco e di azzurro. D.P.R. 18 luglio 1980. |                      |
|        | Buguggiate D'azzurro, a tre spighe d'oro, poste in ventaglio, sostenute da un monte all'italiana di verde, nascente da uno specchio d'acqua, ondato d'argento, e sormontato da tre stelle d'oro. Ornamenti esteriori da Comune. D.P.R. 20 novembre 1964. Gonfalone: Drappo partito di giallo e d'azzurro, riccamente ornato di ricami d'argento e caricato dello stemma comunale, con l'iscrizione centrata in argento: COMUNE DI BUGUGGIATE… | Bandiera             |
|        | Busto Arsizio Troncato di rosso e d'argento, a due lettere maiuscole B dell'uno nell'altro, alla fiamma di rosso nascente dalla punta dello scudo. Ornamenti esteriori da Città. R.D. 4 novembre 1930. Gonfalone: Drappo di colore azzurro riccamente ornato di ricami d'oro, caricato dello stemma civico con l'iscrizione centrata in oro: "CITTÀ DI BUSTO ARSIZIO". Le parti di metallo e i nastri sono dorati. L'asta verticale è ricoperta di velluto azzurro con bullette dorate poste a spirale. Nella freccia è rappresentato lo stemma della Città e sul gambo inciso il nome. Cravatta e nastri tricolorati dai colori nazionali frangiati d'oro. R.D. 2 dicembre 1937. Concessione del titolo di Città con R.D.L. 30 ottobre 1864. |                      |
|        | Cadegliano Viconago D'azzurro, alla spada d'argento, guarnita d'oro posta in sbarra con la punta all'insù. Ornamenti esteriori da Comune. Gonfalone: Drappo partito di bianco e d'azzurro… |                      |
|        | Cadrezzate con Osmate Il comune non risulta aver formalmente adottato un proprio stemma ufficiale; de facto, nella propria comunicazione istituzionale, impiega congiuntamente gli stemmi dei due previgenti comuni. |                      |
|        | Cairate Scaccato di rosso e d'argento. Il tutto abbassato al capo d'azzurro alla stella raggiata di sei d'oro. Ornamenti esteriori da Comune. Gonfalone: Drappo di bianco. Stemma e Gonfalone concessi con DPR del 15 dicembre 1981 |                      |
|        | Cantello D'azzurro, all'ara votiva romana di pietra, gradinata di due, sormontata da due spade d'argento guarnite d'oro, decussate. Ornamenti esteriori da Comune. Gonfalone: Drappo partito di giallo e d'azzurro caricato dell'arma sopra descritta e ornato di ricchi fregi d'argento. Nella parte alta reca l'iscrizione centrata in oro: COMUNE DI CANTELLO… |                      |
|        | Caravate Partito d'azzurro e d'argento, al grappolo d'uva di rosso, pampinato di due di verde attraversante, accompagnato da tre api dal volo spiegato d'oro, mal ordinate, poste una in capo e due in punta. Ornamenti esteriori da Comune. Gonfalone: Drappo partito d'argento e d'azzurro… |                      |
|        | Cardano al Campo D'oro, al castello di rosso aperto e finestrato del campo, torricellato di tre pezzi merlati di tre alla ghibellina, il centrale murato di nero nella parte superiore, e sormontato da un'aquila al naturale coronata, dal volo spiegato; il tutto su una campagna di verde caricata da tre tende d'argento banderuolate di rosso, disposto in fascia. Ornamenti esteriori da [Città]. Gonfalone: Drappo bianco riccamente ornato di ricami [d'oro] e caricato dello stemma sopra descritto con la iscrizione centrata in [oro]: [CITTÀ] DI CARDANO AL CAMPO. Stemma e Gonfalone concessi con D.P.R. 24 maggio 1963. Concessione del titolo di Città con D.P.R. 18 luglio 2012. |                      |
|        | Carnago Palato di otto pezzi, d'oro e di rosso; al capo d'oro, caricato dell'aquila di nero, linguata d'azzurro. Ornamenti esteriori da Comune. Gonfalone: Drappo di azzurro riccamente ornato di ricami d'argento e caricato dello stemma con l'iscrizione centrata in argento, recante la denominazione del Comune… |                      |
|        | Caronno Pertusella Semipartito troncato: nel primo d'azzurro al Biscione visconteo, ondeggiante in palo, coronato all'antica d'oro, ingollante per metà un putto ignudo, posto in fascia e in maestà, il tutto al naturale; nel secondo d'argento alla croce di rosso; nel terzo d'azzurro, alla biga romana d'argento, il tutto alla fascia di rosso sulla partizione. Ornamenti esteriori da Comune. R.D. 25 febbraio 1934. Gonfalone: Drappo troncato d'azzurro e di rosso… |                      |
|        | Caronno Varesino D'argento, sbarrato d'azzurro, caricato nel cantone destro del capo del biscione visconteo, ondeggiante in palo, coronato all'antica d'oro, ingollante per metà un putto ignudo, posto in fascia e in maestà, con le braccia aperte, il tutto al naturale; nel cantone sinistro della punta, del leone d'azzurro tenente sulla zampa un castello di rosso murato di nero. Ornamenti esteriori da Comune. D. Lgt. 22 settembre 1945 Gonfalone: D. Lgt. 22 settembre 1945. |                      |
|        | Casale Litta Partito: nel primo, d'azzurro al colle boscoso al naturale, sormontato da una torre di rosso, merlata alla ghibellina, mattonata di nero, aperta e finestrata del campo; nel secondo, scaccato d'oro e di nero. Ornamenti esteriori da Comune. R.D. 19 luglio 1941. Gonfalone: Drappo partito di giallo e d'azzurro… D.P.R. 2 marzo 1984. |                      |
|        | Casalzuigno Semipartito troncato: nel primo d'oro, alla cotta d'armi di acciaio; nel secondo d'azzurro, alla porta d'argento, chiusa, circondata da bugno e inserita nel muro fortificato, al naturale, merlato di sei alla ghibellina, sostenenti l'aquila coronata d'oro; nel terzo di rosso, a due pannocchie di mais d'argento, poste in decusse, gambute e fogliate di verde. Ornamenti esteriori da Comune. D.P.R. 2 marzo 1984. Gonfalone: Drappo troncato di rosso e d’azzurro riccamente ornato di ricami d’argento e caricato dello stemma sopra descritto con la iscrizione centrata in argento: Comune di Casalzuigno. Le parti di metallo ed i cordoni saranno argentati. L’asta verticale sarà ricoperta di velluto dei colori del drappo alternati, con bullette argentate poste a spirale. Nella freccia sarà rappresentato lo Stemma del Comune e sul gambo inciso il nome. Cravatta con nastri tricolorati dai colori nazionali frangiati d’argento. D.P.C.M. 22 marzo 1984. |                      |
|        | Casciago Gonfalone: Drappo di azzurro. |                      |
|        | Casorate Sempione D'oro, alla strada di ciottoli rettangolari al naturale, in banda, accompagnata in capo dal cavallo morello, galoppante, e in punta dal pino silvestre al naturale; al capo di rosso, caricato dalla corona comitale d'oro. Ornamenti esteriori da Comune. D.P.R. 16 dicembre 1983. Gonfalone: Drappo troncato di giallo e di rosso riccamente ornato di ricami d'argento e caricato dello stemma comunale con l'iscrizione centrata in argento: COMUNE DI CASORATE SEMPIONE. Le parti di metallo ed i cordoni saranno argentati. L'asta verticale sarà ricoperta di velluto dei colori del drappo alternati con bullette argentate poste a spirale. Nella freccia sarà rappresentato lo stemma del Comune e sul gambo inciso il nome. Cravatta con nastri tricolorati dai colori nazionali frangiati d'argento. |                      |
|        | Cassano Magnago Di rosso, alla croce d'argento, caricata nel centro dal biscione visconteo al naturale, ondeggiante in palo, coronato all'antica d'oro, ingollante per metà un putto ignudo di carnagione, posto in fascia e in maestà, con le braccia aperte, accostato nel braccio destro della croce dalla lettera maiuscola C ed in quello sinistro dalla lettera M, entrambe di nero; la croce accantonata nel primo e nel secondo quartiere da una rosa d'argento, a cinque foglie. Ornamenti esteriori da Città. Gonfalone: Drappo partito di bianco e verde… Concessione del titolo di Città con D.P.R. 18 luglio 2012. | Bandiera             |
|        | Cassano Valcuvia Partito: nel primo, d'argento, al biscione visconteo d'azzurro, ondeggiante in palo, coronato all'antica d'oro, ingollante per metà un putto ignudo di carnagione, crinito di nero, posto in fascia e in maestà, con le braccia aperte; nel secondo, di rosso, all'arco d'argento, murato di nero, fondato su una campagna di verde. Ornamenti esteriori da Comune. Gonfalone: Drappo di azzurro. Stemma e gonfalone concessi con DPR dell'8 giugno 1992 |                      |
|        | Castellanza Gonfalone: Drappo partito di rosso e di bianco… |                      |
|        | Castello Cabiaglio Partito d'argento e di rosso, al castello torricellato di due, dell'uno all'altro; esso castello, murato di nero, aperto e finestrato di quattro in fascia, del campo, le torricelle merlate ognuna di tre alla guelfa, la torricella di destra cimata dall'asta di nero, banderuolata a sinistra, di azzurro, al leone passante, d'argento. Ornamenti esteriori da Comune. D.P.R. del 29 marzo 2012. Gonfalone: Drappo partito di rosso e di bianco… |                      |
|        | Castelseprio Fasciato e controfasciato di rosso e d'argento di sei pezzi; alla bordura d'azzurro. Ornamenti esteriori da Comune. Gonfalone: Drappo partito di bianco e di rosso, riccamente ornato di ricami d'argento e caricato dello stemma sopra descritto con l'iscrizione centrata in argento: COMUNE DI CASTELSEPRIO. Le parti metalliche ed i cordoni saranno argentati. L'asta verticale sarà ricoperta di velluto dei colori del drappo, alternati, con bullette argentate poste a spirale. Nella freccia sarà rappresentato lo stemma del Comune e sul gambo inciso il nome. Cravatta e nastri tricolorati dai colori nazionali frangiati d'argento. Stemma e Gonfalone concessi con D.P.R. 18 maggio 1972, registrato alla Corte dei Conti il 15 giugno 1972, Reg. n° 9 Presidenza Fo. n° 197, trascritto nel Registro araldico dell'Archivio centrale di Stato il 26 giugno 1972, trascritto nei Registri dell'Ufficio araldico il 7 luglio 1972, Reg. anno 1972, pag. 1. |                      |
|        | Castelveccana Gonfalone: Drappo di azzurro. Stemma e gonfalone concessi con DPR del 18 novembre 1955 |                      |
|        | Castiglione Olona D'argento, al leone sostenente con la branca anteriore destra un castello, il tutto di rosso, esso castello aperto del campo, torricellato di due pezzi laterali, finestrati di uno del campo e merlati di tre, il fastigio privo di merlatura, esso leone fondato su una campagna di verde. Ornamenti esteriori da Città. Gonfalone: Drappo partito di bianco e di rosso… Stemma e gonfalone concessi con D.P.R. 21 dicembre 1978. Concessione del titolo di Città con D.P.R. 4 gennaio 1974. |                      |
|        | Castronno D'argento, al monte all'italiana di un colle di verde, fondato in punta, accompagnato in capo da tre stelle raggiate di sei d'azzurro, mal ordinate. Ornamenti esteriori da Comune. Gonfalone: Drappo partito d'azzurro e di bianco… Stemma e gonfalone concessi con D.P.R. 15 settembre 1988. |                      |
|        | Cavaria con Premezzo D'argento, al monte all'italiana di tre colli di verde, fondato in punta, alla burella d'azzurro, accompagnato in capo da tre stelle raggiate di sei dello stesso, mal ordinate. Ornamenti esteriori da Comune. D.P.R. 24 agosto 1954. Gonfalone: Drappo partito d'azzurro e di bianco… |                      |
|        | Cazzago Brabbia Troncato: nel primo d'azzurro, a tre pesci al naturale, rivoltati e mal ordinati; nel secondo, d'oro, all'albero nodrito su una campagna, il tutto al naturale. Ornamenti esteriori da Comune. Gonfalone: Drappo di giallo... Stemma e gonfalone concessi con D.P.R. 9 febbraio 1990. |                      |
|        | Cislago D'azzurro, al castello trapezoidale di rosso, murato, aperto e finestrato nel corpo di tre, poste in fascia, di nero, torricellato di due pezzi, finestrati di uno dello stesso e merlati di due alla ghibellina, il fastigio privo di merlatura, alla mitra al naturale posta tra le torri, esso castello fondato su una campagna di verde. Ornamenti esteriori da Comune. |                      |
|        | Cittiglio Montagne stilizzate sopra una fascia colore argento su fondo azzurro. (descrizione non araldica). (immagine non conforme alle regole araldiche dello Stato italiano). |                      |
|        | Clivio Partito semitroncato: nel primo, di rosso, a tre pugnali d'argento, guarniti d'oro, con la punta all'insù, posti in palo, uno accanto all'altro; nel secondo, di azzurro, alla piccola chiesa d'argento, murata di nero, coperta di rosso, vista di tre quarti, con la facciata a sinistra, chiusa di nero, finestrata di quattro, dello stesso, una finestra sopra la porta, tre nel fianco, essa piccola chiesa munita a destra del campanile d'argento, murato di nero, coperto di rosso, cimato dalla crocetta di nero, e fondata sulla pianura di verde; nel terzo, d'oro, alla montagna di verde, fondata in punta. Ornamenti esteriori da Comune. D.P.R. 21 novembre 1995. Gonfalone: Drappo partito d'azzurro e di rosso, riccamente ornato di ricami d'argento e caricato dallo stemma civico con la iscrizione centrata in argento, recante la denominazione del Comune: COMUNE DI CLIVIO. Le parti di metallo ed i cordoni saranno argentati. L'asta verticale sarà ricoperta di velluto dei colori del drappo, alternati, con bullette argentate poste a spirale. Nella freccia sarà rappresentato lo stemma del Comune e sul gambo inciso il nome. Cravatta con nastri tricolorati dai colori nazionali frangiati d'argento. |                      |
|        | Cocquio-Trevisago Gonfalone: Drappo di verde. Stemma e gonfalone concessi con decreto del presidente della Repubblica del 22 gennaio 2001. |                      |
|        | Comabbio Gonfalone: Drappo troncato di azzurro e di bianco. Stemma e gonfalone concessi con DPR del 18 giugno 1962 |                      |
|        | Comerio Troncato: nel primo d'argento, a due alberi di gelso nodriti su campagna di verde fiorita, il tutto al naturale; nel secondo d'azzurro, all'ape d'oro dal volo spiegato. Ornamenti esteriori da Comune. D.P.R. 16 gennaio 1961. Gonfalone: Drappo troncato di azzurro e di bianco riccamente ornato di ricami d'argento e caricato dello stemma sopra descritto con l'iscrizione centrata in argento: COMUNE DI COMERIO. Le parti di metallo e i cordoni saranno argentati. L'asta verticale sarà ricoperta di velluto dai colori del drappo, alternati, con bullette argentate poste a spirale. Nella freccia sarà rappresentato lo stemma del Comune e sul gambo inciso il nome. Cravatta e nastri tricolorati dai colori nazionali frangiati d'argento. |                      |
|        | Cremenaga Gonfalone: Drappo di giallo… D.P.R. del 1º marzo 2000. |                      |
|        | Crosio della Valle |                      |
|        | Cuasso al Monte Palato d'argento e di rosso, al castello dell'ultimo, murato, aperto, torricellato di un pezzo, il tutto dello stesso; esso castello merlato di sei, la torre di tre, accompagnato da nove stelle d'oro, poste sei in capo, due ai lati e una in punta. Ornamenti esteriori da Comune. Gonfalone: Drappo di rosso… D.P.R. del 20 ottobre 1990. |                      |
|        | Cugliate-Fabiasco Partito di rosso e d'argento, alle due torri dell'uno nell'altro, murate, aperte e finestrate con finestrella tonda, il tutto di nero; esse torri merlate di quattro e fondate in punta; il tutto al capo d'azzurro, caricato da due stelle raggiate di otto, d'oro. Ornamenti esteriori da Comune. D.P.R. 24 aprile 1997. Gonfalone: Drappo troncato di rosso e d'azzurro, riccamente ornato di ricami d'argento e caricato dallo stemma sopra descritto con la iscrizione centrata in argento, recante la denominazione del Comune... |                      |
|        | Cunardo Un castello a tre torri in colore rosso su campo color oro. (descrizione non araldica). Incongruenza tra disegno e blasonatura: lo stemma usato de facto dall'ente armigero non rispetta la blasonatura: il campo è d'azzurro anziché d'oro, il castello è fondato su una campagna di verde e sono presenti in capo tre losanghe d'oro, male ordinate, allineate sopra le torri del castello; campagna e losanghe non sono citate nella descrizione. - Lo stemma come prescritto dalla blasonatura. |                      |
|        | Curiglia con Monteviasco Partito semitroncato: il primo di rosso, al gufo alquanto volto verso destra, con la testa di fronte, d’oro, sostenuto dal ramoscello di verde, posto in fascia, munito all’ingiù di due foglie, dello stesso, esso gufo accompagnato in capo dalla stella di otto raggi di argento. Nel secondo, di verde, alla testa e collo del capro in profilo, d’oro; il terzo, di azzurro, alla ruota di molino, di due cerchi e di otto pale, d’oro. Ornamenti esteriori da Comune. D.P.R. 21 aprile 1999. |                      |
|        | Cuveglio Semipartito troncato: nel primo, di verde a sei bozzoli d’oro, posti 3, 2, 1; nel secondo, di rosso all’albero sradicato di argento; nel terzo, d’argento alla mucca al naturale pascente su terrazzo di verde. Ornamenti esteriori da Comune Gonfalone: Drappo partito di rosso e di verde… D.P.R. 27 marzo 1973. |                      |
|        | Cuvio Gonfalone: Drappo di rosso… |                      |
|        | Daverio D'azzurro, alla torre d'argento, in prospettiva, murata di nero, aperta e finestrata sulla facciata sinistra del campo, la facciata destra finestrata di uno parimenti del campo, merlata di tre, fondata su campagna di verde ed accostata in capo da due api d'oro dal volo spiegato. Ornamenti esteriori da Comune. D.P.R. 29 maggio 1963. Gonfalone: Drappo partito di giallo e d'azzurro… |                      |
|        | Dumenza D'argento, alla torre di rosso, murata di nero, aperta e finestrata di tre, 2 e 1, del campo, merlata alla ghibellina di quattro, fondata su una pianura di verde, accostata da due panche di pietra, al naturale. Ornamenti esteriori da Comune. D.P.R. 26 maggio 1984. |                      |
|        | Duno Troncato: nel primo d'oro, alla pianta di Ipomea violacea (Ipomoea violacea L.), fiorita di due, al naturale; nel secondo, palato di rosso e d'argento, al castello trapezoidale d'azzurro, aperto e murato di nero, torricellato di due pezzi laterali, dello stesso, finestrate ciascuna di uno di nero, il fastigio e le torri merlati di tre. Ornamenti esteriori da Comune. D.P.R. 21 dicembre 1989. |                      |
|        | Fagnano Olona Partito d'argento, al filetto d'azzurro: nel primo, al biscione visconteo d'azzurro, ondeggiante in palo, ingollante per metà un putto ignudo di carnagione, posto in fascia e in maestà, crinito di nero, con le braccia aperte; nel secondo, alla croce di rosso. Sotto lo scudo è posta una lista bifida svolazzante d'azzurro caricata col motto a caratteri capitali d'oro: «A BON FIN». Ornamenti esteriori da Comune. Gonfalone: Drappo di azzurro caricato dello stemma con la iscrizione centrata: COMUNE DI FAGNANO OLONA… |                      |
|        | Ferno Campo di cielo, a un tronco d'albero ardente, radicato nella pianura erbosa, il tutto al naturale. Ornamenti esteriori da Comune. D.C.G. del 9 giugno 1937. Gonfalone: Drappo partito di rosso e di azzurro… D.P.R. del 10 gennaio 1985. |                      |
|        | Ferrera di Varese Di verde, allo scudetto ancile d'azzurro, alla bordatura d'argento, caricato dal giglio dello stesso colore; al capo d'azzurro, alla fascia ondata d'argento. Ornamenti esteriori da Comune. D.P.R. 11 settembre 1996. Gonfalone: Drappo di bianco bordato d'azzurro… |                      |
|        | Gallarate Troncato d'argento e di rosso, ai due galli dell'uno nell'altro. Ornamenti esteriori da [Città]. D.C.G. 21 febbraio 1933 (trascritto nei registri della Consulta araldica il 25 febbraio 1923). Il testo del decreto di concessione, forse per una svista, non tenne in considerazione il decreto luogotenenziale 19 dicembre 1860 a firma di S.A.S. il principe Eugenio di Savoia-Carignano, Luogotenente Generale di S.M. nei Regii Stati di re Vittorio Emanuele II, che elevava Gallarate al rango di Città, e dunque fu concesso l'uso dello stemma civico con "ornamenti esteriori di Comune", svista che fu sanata solo molti decenni dopo, con DPCM del 30 agosto 1952 (trascritto nei registri dell'Ufficio araldico il 3 settembre 1952). Gonfalone: Drappo di bianco nel recto e di rosso nel verso, riccamente ornato di ricami d'oro e caricato sul bianco dello stemma civico, con l'iscrizione centrata in oro: CITTÀ DI GALLARATE. Le parti di metallo ed i cordoni saranno dorati. L'asta verticale sarà ricoperta di velluto bianco con bullette dorate poste a spirale. Nella freccia sarà rappresentato lo stemma della Città e sul gambo inciso il nome. Cravatta e nastri tricolorati dai colori nazionali frangiati d'oro. D.P.R. 19 settembre 1952 (registrato alla Corte dei Conti il 27 dicembre 1952, Reg. nº 71- Presidenza, Fog. nº 272, trascritto nel Registro araldico dell'Archivio centrale di Stato in Roma il 3 marzo 1953). |                      |
|        | Galliate Lombardo Inquartato: nel primo, d'azzurro, all'olmo sradicato, al naturale; nel secondo, d'oro, alla torre al naturale, murata, aperta e finestrata di due, in fascia, di nero, merlata di cinque, fondata su una collina, al naturale; nel terzo, d'argento alla campagna ondosa fluttuante, al naturale; nel terzo, di rosso, all'albero sradicato, al naturale. Ornamenti esteriori da Comune. D.P.R. del 13 luglio 1969. Gonfalone: Drappo partito di bianco e d'azzurro… |                      |
|        | Gavirate Partito: al primo di rosso, alla spada d'argento, guarnita d'oro, posta in palo; nel secondo d'azzurro, a tre bisanti d'oro, ordinati in fascia. Ornamenti esteriori da Comune. Incongruenza tra disegno e blasonatura: lo stemma usato de facto dall'ente armigero non rispetta la blasonatura: è troncato anziché partito, i bisanti sono d'argento anziché d'oro, così come l'elsa della spada. R.D. 11 maggio 1936 RR. LL. PP. 25 novembre 1937. Concessione del titolo di Città con D.P.R. 15 marzo 2024. Gonfalone: Drappo di colore azzurro riccamente ornato di ricami d'argento, caricato dello stemma comunale, con l'iscrizione centrata in argento: COMUNE DI GAVIRATE. Le parti di metallo ed i nastri sono argentati, l'asta verticale ricoperta di velluto azzurro con bullette argentate poste a spirale. Nella freccia è rappresentato lo stemma del comune e sul gambo inciso il nome, cravatta e nastri dai colori nazionali frangiati d'argento. - Lo stemma come prescritto dalla blasonatura - Il gonfalone come prescritto dalla blasonatura | Bandiera             |
|        | Gazzada Schianno Inquartato d'oro e d'azzurro, al leone di rosso, attraversante. Ornamenti esteriori da Comune. D.P.R. 29 agosto 2014. Gonfalone: Drappo di rosso… - Lo stemma prima dell'iter formale di approvazione |                      |
|        | Gemonio Di azzurro, all'albero di castagno al naturale, nodrito sulla campagna di verde, sormontato da tre stelle d'argento di cinque punte, ordinate in fascia. Ornamenti esteriori da Comune. Gonfalone: Drappo di azzurro… DPR del 15 luglio 1950. |                      |
|        | Gerenzano Inquartato, d'oro e di rosso alla lettera capitale G dell'uno all'altro, posta in cuore. Ornamenti esteriori da Comune. D.P.R. 22 novembre 1971. |                      |
|        | Germignaga Ponte a due campate su tratto di fiume con sullo sfondo monti e cipressi il tutto sormontato da cigno bianco in campo rosso. (descrizione non araldica). |                      |
|        | Golasecca Di verde, alla fascia dentata d’argento e di nero, all’urna preistorica golasecchiana al naturale, posta in punta. Gonfalone: Drappo partito di verde e di bianco… |                      |
|        | Gorla Maggiore D'argento, a tre torri merlate di due alla ghibellina di rosso, murate aperte e finestrate di nero, fondate in punta; al capo partito: nel primo d'oro, all'aquila di nero al volo spiegato, nel secondo d'azzurro, alla lampada d’argento, accesa dalla fiammella al naturale, sormontata da cinque bisanti pure d'argento, posti in arco. Ornamenti esteriori da Comune. Gonfalone: Drappo partito di azzurro e di rosso… D.P.R. 9 gennaio 2001. |                      |
|        | Gorla Minore Gonfalone: Drappo interzato in fascia di verde, di bianco e di rosso. |                      |
|        | Gornate Olona Inquartato: nel primo, di azzurro, alla croce d'argento; nel secondo, interzato in palo di argento, di rosso e d'oro; nel terzo d'oro, alla ruota industriale, dentata di dodici, di nero; nel quarto d'argento, al cavallo baio galoppante. Ornamenti esteriori di Comune. Gonfalone: Drappo partito di bianco e di azzurro. DPR del 25 novembre 1989 |                      |
|        | Grantola Troncato: il primo d'azzurro, alla chiesa al naturale, addestrata al campanile, tegolata di rosso e terrazzata di verde; il secondo d'argento, al grappolo d'uva nera pampinato. Ornamenti esteriori da Comune. |                      |
|        | Inarzo Troncato: nel primo, di azzurro, ai due fiori di ninfea, ordinati in fascia, di argento; alla bordatura diminuita, d'oro; nel secondo, d'azzurro, alla chiesa di argento, coperta di rosso, con la facciata posta a sinistra, chiusa di nero con porta a sesto acuto, munita in facciata di piccolo rosone, dello stesso, e nel fianco di cinque finestrelle a sesto acuto, ordinate in fascia, di nero, essa chiesa cimata dalla crocetta dello stesso, dotata di campanile a guisa di torre, unito all'abside della chiesa, d'argento, merlato di cinque alla guelfa, finestrato di nero, con finestra a sesto acuto, il tutto fondato sulla pianura di verde. Ornamenti esteriori da Comune. D.P.R. 17 aprile 1990. Gonfalone: Drappo di bianco… |                      |
|        | Induno Olona Partito: nel primo, di rosso, al capriolo d'argento, accompagnato in capo da due rose araldiche dell'ultimo, poste in fascia, e in punta da uno scudetto quadrato del secondo, alla croce del primo, passante; nel secondo, d'argento, al capriolo di rosso, accompagnato in capo da due rose araldiche dell'ultimo, poste in fascia, e in punta da uno scudetto quadrato del secondo, al fiore di margherita fogliato di 12 del primo. Ornamenti esteriori da Comune. D.P.R. 7 gennaio 1956. Gonfalone: Drappo partito di bianco e di rosso… |                      |
|        | Ispra Campo di cielo, alla chiesetta addestrata da un campanile, l'una e l'altro fondati su delle rocce uscenti da uno specchio d'acqua, il tutto al naturale; sullo sfondo due monti di verde. Ornamenti esteriori da Comune. D.P.R. 12 gennaio 1954. Gonfalone: Drappo d'azzurro… |                      |
|        | Jerago con Orago Di rosso, al castello d'argento, merlato alla guelfa, torricellato di tre pezzi, il mediano più alto, murato, aperto e finestrato di nero, fondato sulla pianura di verde, caricato di una fiamma di rosso, nascente dalla pianura ed accompagnato in capo da una corona all'antica posta fra due rose araldiche, il tutto d'oro. Ornamenti esteriori da Comune. Gonfalone: Drappo di colore bianco a due pali, di rosso nascenti dai fianchi, riccamente ornato di ricami d'argento e caricato dello stemma sopra descritto con l'iscrizione centrata in argento: COMUNE DI JERAGO CON ORAGO... D.P.R. 20 agosto 1959. |                      |
|        | Lavena Ponte Tresa D'azzurro, al castello d'argento, aperto e murato di nero, torricellato di un pezzo laterale a sinistra, la torre finestrata di due, 1 e 1, in palo, dell'ultimo, il corpo privo di finestre e merlato di quattro, la torre di tre, il castello fondato sulla roccia trapezoidale, al naturale, alla campagna di verde. Ornamenti esteriori da Comune. |                      |
|        | Laveno-Mombello Troncato: al primo d'oro, all'aquila di nero, col volo abbassato, coronata dello stesso, appoggiata su un capitello, tenente tra gli artigli un fascio di fulmini, caricata in cuore da uno scudetto d'argento con una corona d'oro all'antica e sormontata da una stella d'argento (Laveno); al secondo di rosso, all'aquila d'oro, coronata dello stesso (Mombello). Ornamenti esteriori da Comune. Gonfalone: Drappo di colore azzurro riccamente ornato di ricami d'argento e caricato dello stemma sopradescritto con l'iscrizione centrata in argento: COMUNE DI LAVENO MOMBELLO… D.C.G. 22 maggio 1933. |                      |
|        | Leggiuno Gonfalone: Drappo partito di azzurro e di giallo… D.P.R. 9 febbraio 1983. |                      |
|        | Lonate Ceppino D'azzurro, al tronco d'albero reciso, uscente dalla punta, accompagnato in capo dal crescente d'argento. Ornamenti esteriori da Comune. Gonfalone: Drappo di bianco… |                      |
|        | Lonate Pozzolo Troncato: il primo, d'argento, alla vera da pozzo, di rosso, mattonata di nero, attraversante la pianura di verde; il secondo, di rosso, alle tre mezzelune montanti, bene ordinate, di argento. Ornamenti esteriori da Comune. D.P.R. 8 giugno 2007. Gonfalone: Drappo partito di bianco e di rosso… | Bandiera             |
|        | Lozza |                      |
|        | Luino D'azzurro, al castello d'argento, su terrazzo di verde, merlato alla guelfa, sinistrato da un cigno pure d'argento, chiuso di nero, torricellato di due pezzi finestrati del campo: il tutto abbassato ad un capo d'oro, caricato da un'aquila di nero, coronata dello stesso. Ornamenti esteriori di Città. Gonfalone: Drappo di bianco… Concessione del titolo di Città con D.P.R. 10 marzo 1969. | Bandiera             |
|        | Luvinate Gonfalone: Drappo partito bianco e di azzurro. DPR del 7 ottobre 1963 |                      |
|        | Maccagno con Pino e Veddasca D'azzurro, alla torre di rosso, mattonata di nero, merlata alla ghibellina di cinque pezzi, aperta del campo, fondata sulla pianura di verde, accostata da due leoni controrampanti d'oro, il tutto sormontato da tre stelle a otto raggi dello stesso, ordinate in fascia. Ornamenti esteriori da Comune. Gonfalone: Drappo di giallo con la bordatura d'azzurro. D.P.R. 12 settembre 2018. |                      |
|        | Malnate Campo di cielo, caricato di tre stelle d'argento a cinque punte; al ponte murato tra due pendii boscosi, dominati dal Monte Rosa, al naturale. Ornamenti esteriori da [Città]. R.D. 16 maggio 1940. Gonfalone: Drappo di colore azzurro riccamente ornato di ricami d'[oro] e caricato dello stemma sopra descritto con l'iscrizione centrale in argento: [CITTÀ] DI MALNATE. Le parti di metallo ed i cordoni saranno [dorati]. L'asta verticale sarà ricoperta di velluto azzurro con bullette [dorate] poste a spirale. Nella freccia sarà rappresentato lo stemma del comune e sul gambo inciso il nome. Cravatta e nastri tricolorati dai colori nazionali frangiati d'argento. R.D. 16 maggio 1940. Concessione del titolo di Città con D.P.R. 22 gennaio 2016. - Stemma fino al 2016 - Gonfalone fino al 2016 |                      |
|        | Marchirolo Un leone sormontato da un'aquila. Motto: NIL DIFFICILE VOLENTI. (descrizione non araldica). (immagine non conforme alle regole araldiche dello Stato italiano). |                      |
|        | Marnate Gonfalone: Drappo partito di colore bianco e rosso… |                      |
|        | Marzio In uso Partito: nel primo, di rosso, al leone d’oro, rivoltato, allumato di rosso, tenente con le zampe anteriori la mitria con le infule in palo, d’oro, sostenuto dalla campagna d'azzurro; nel secondo, d'azzurro, allo scoiattolo seduto, d’oro, allumato di rosso, con le zampe anteriori unite alla bocca, sostenuto dalla campagna di rosso. Ornamenti esteriori da Comune. Gonfalone: Drappo partito di azzurro e di rosso… Desueti: D'azzurro, allo scoiattolo seduto, d'oro, allumato di rosso, con le zampe anteriori unite alla bocca, sostenuto dalla pianura di verde. Ornamenti esteriori da Comune. D.P.R. 11 maggio 2009. Gonfalone: Drappo di giallo con la bordatura d'azzurro… - Stemma dismesso nel 2018 - Gonfalone dismesso nel 2018 |                      |
|        | Masciago Primo |                      |
|        | Mercallo Troncato, semipartito: nel primo, d'azzurro, a due spighe di grano d'oro, impugnate e legate di rosso; nel secondo, di rosso, alla lettera capitale M d'oro; nel terzo, trinciato, d'oro e di rosso. Ornamenti esteriori da Comune. Incongruenza tra disegno e blasonatura: Lo stemma in uso è partito semitroncato. Gonfalone: Drappo partito di rosso e d'azzurro… |                      |
|        | Mesenzana Interzato in palo: nel primo, di rosso, alla banda dello stesso scalinata d'argento ai bordi, carica di un cane del secondo, con la testa rivolta, coronato d'oro, corrente nel senso della banda; nel secondo, d'argento, a tre monti di verde, sul mediano più elevato poggia una lama di accetta manicata di legno, alla banda alzata di rosso; nel terzo, di rosso, al levriero rampante, collarinato d'argento. Ornamenti esteriori da Comune. D.P.R. 16 ottobre 1956. Gonfalone: Drappo partito di bianco e di rosso… |                      |
|        | Montegrino Valtravaglia |                      |
|        | Monvalle Troncato: nel primo, d'azzurro, a tre monti di verde, moventi dalla partizione, sormontati da tre anelli intrecciati e gemmati d'oro; nel secondo fasciato ondato d'argento e d'azzurro. Ornamenti esteriori da Comune. R.D. 29 novembre 1928. Gonfalone: Drappo troncato di giallo e d'azzurro, riccamente ornato di ricami d'argento e caricato dallo stemma comunale con l'iscrizione centrata in argento, recante la denominazione del comune. Le parti di metallo ed i cordoni saranno argentati. D.P.R. 22 aprile 1998. |                      |
|        | Morazzone In uso D'argento, alla testa di moro, al naturale, attortigliata di rosso, accompagnata nei cantoni del capo da due stelle di otto raggi dello stesso; al capo cucito d'oro, caricato dall'aquila di nero, coronata dello stesso, linguata di rosso. Ornamenti esteriori da Comune. Gonfalone: Drappo partito di giallo e di nero… Bandiera: Drappo di bianco con il capo di giallo; il campo alla testa di moro, al naturale, attortigliata di rosso, accompagnata nei cantoni superiori da due stelle di otto raggi, dello stesso; il capo caricato dall'aquila di nero, coronata dello stesso, linguata di rosso. L'asta sarà ricoperta alternativamente di velluto giallo e nero, con bullette argentate poste a spirale; sarà ornata dalla cravatta con nastri tricolorati dai colori nazionali. D.P.R. 11 maggio 2009. Desueti: D.P.R. 24 aprile 1965. - Stemma in uso dal 1963 al 2009 - Gonfalone in uso dal 1963 al 2009 | Bandiera             |
|        | Mornago D'azzurro, allo scaglione d'argento, accompagnato in punta dalla testa di moro, bendata sugli occhi dello stesso e crinita di nero. Ornamenti esteriori da Comune. |                      |
|        | Oggiona con Santo Stefano Partito: nel primo di rosso, al castello d'argento, torricellato ai lati di due, murato e aperto di nero, il fastigio merlato di sei, esse torri finestrate di uno di nero e merlate di tre; nel secondo, d'azzurro, alla bilancia d'oro. Ornamenti esteriori da Comune. Gonfalone: Drappo partito di azzurro e di rosso… D.P.R. 22 gennaio 1970. |                      |
|        | Olgiate Olona D'azzurro, al cardo al naturale, fondato su una campagna di verde, caricata di una fascia ondata d'argento. Ornamenti esteriori da Comune. Gonfalone: Drappo di colore azzurro riccamente ornato di ricami d'argento e caricato dello stemma sopra descritto con l'iscrizione in argento: COMUNE DI OLGIATE OLONA. Le parti di metallo ed i cordoni saranno argentati. L'asta verticale sarà ricoperta di velluto azzurro con bullette argentate poste a spirale. Nella freccia sarà rappresentato lo stemma del Comune e sul gambo inciso il nome. Cravatta e nastri tricolorati dai colori nazionali frangiati di argento. D.P.R. 22 febbraio 1951. |                      |
|        | Origgio Partito: nel primo d'oro, alla testa barbuta di un vecchio frate cistercense, posta di profilo; nel secondo, d'azzurro, a tre anelli d'oro, intrecciati; il tutto abbassato ad un capo d'argento, caricato di una croce di rosso. Ornamenti esteriori da Comune. Gonfalone: Drappo partito, d’azzurro e di giallo riccamente ornato di ricami d’argento e caricato dello stemma sopra descritto con la iscrizione centrata in argento: COMUNE DI ORIGGIO. Le parti di metallo ed i cordoni saranno argentati. L’asta verticale sarà ricoperta di velluto dei colori del drappo con bullette argentate poste a spirale. Nella freccia sarà rappresentato lo stemma del Comune e sul gambo inciso il nome. Cravatta e nastri tricolorati dai colori nazionali frangiati d'argento. D.P.R. 19 maggio 1965. Registrato alla Corte dei Conti il 16 luglio 1965, Reg. n. 4 – Presidenza f. 392. Trascritto nei registri dell’Ufficio Araldico il 21 luglio 1965. Reg. anno 1965, pag. 10. Trascritto nel Registro Araldico dell’Archivio Centrale dello Stato il 2 settembre 1965. |                      |
|        | Orino Un fortilizio in campo bianco e verde. (descrizione non araldica). |                      |
|        | Porto Ceresio Troncato: il primo di rosso, alla barca del lago Ceresio navigante, al naturale; il secondo d'azzurro, fasciato da tre nebulose d'argento e caricato da un cigno al naturale. Ornamenti esteriori da Comune. Gonfalone: Drappo interzato in fascia, di azzurro, di bianco e di rosso riccamente ornato di ricami d'argento e caricato dello stemma sopra descritto con la iscrizione centrata in argento: COMUNE DI PORTO CERESIO. Le parti di metallo ed i cordoni saranno argentati. L'asta verticale sarà ricoperta di velluto dai colori del drappo, alternati, con bullette argentate poste a spirale. Nella freccia sarà rappresentato lo stemma del Comune e sul gambo inciso il nome. Cravatta e nastri tricolorati dai colori nazionali frangiati d'argento. |                      |
|        | Porto Valtravaglia D'azzurro, alla caravella navigante a vele spiegate sul lago; sullo sfondo i monti che circondano il lago stesso; il tutto al naturale. Ornamenti esteriori da Comune. D.P.R. 10 aprile 1954. |                      |
|        | Rancio Valcuvia |                      |
|        | Ranco Troncato: nel primo, d'azzurro al tralcio di vite fruttato di un grappolo d'uva nera sinistrata da un pampino di verde ed accollato ad un paletto fondato su terrazzo dell'ultimo; nel secondo, d'argento ondato d'azzurro al pesce natante al naturale. Ornamenti esteriori di Comune. Gonfalone: Drappo troncato di bianco e di azzurro… |                      |
|        | Saltrio D.P.R. 14 gennaio 1976. |                      |
|        | Samarate Partito: nel primo d'argento, alla croce di rosso; nel secondo, di nero, al biscione visconteo d'argento, ondeggiante in palo, ingollante per metà un putto ignudo di carnagione, crinito del campo, posto in fascia e in maestà, con le braccia aperte. Ornamenti esteriori di Città. Gonfalone: Drappo di colore bianco riccamente ornato di ricami d’oro e caricato dello stemma sopra descritto con l’iscrizione centrata in oro "CITTA’ DI SAMARATE". Le parti di metallo ed i nastri saranno dorati. L’asta verticale sarà di ottone. Cravatta e nastri tricolorati dai colori nazionali e frangiati d’oro. |                      |
|        | Sangiano Troncato: nel primo di rosso, al covone di spighe d'oro, legato d'azzurro; nel secondo d'oro, alla montagna al naturale di verde, cimata da una croce del calvario di rosso. Ornamenti esteriori da Comune. Gonfalone: Drappo troncato di giallo e di rosso… |                      |
|        | Saronno In uso D'argento, caricato da un castello di rosso, mattonato di nero, con la porta centrale aperta e con due torri laterali finestrate, merlate alla guelfa e sormontate da un disco nero posto tra le due torri. Ornamenti esteriori da [Città]. D.C.G. 10 novembre 1932. Gonfalone: Drappo di bianco, riccamente ornato di ricami d'oro e caricato dallo stemma civico con la iscrizione centrata in oro, recante la denominazione della Città. Le parti di metallo ed i cordoni saranno dorati. L'asta verticale sarà ricoperta di velluto bianco, con bullette dorate poste a spirale. Nella freccia sarà rappresentato lo stemma del Città e sul gambo inciso il nome. Cravatta con nastri tricolorati dai colori nazionali frangiati d'oro. D.P.R. 28 settembre 2007. Bandiera: Drappo d'azzurro, alla losanga di bianco, appuntata ai lembi, caricata dal castello di rosso e dal disco di nero come descritti nel Decreto del Capo del Governo 10 novembre 1932. L'asta verticale sarà ornata dalla cravatta con nastri tricolorati dai colori nazionali. D.P.R. 28 settembre 2007. Concessione del titolo di Città con D.P.R. 15 ottobre 1960. Desueti Troncato d'azzurro e d'argento, caricati di una S d'argento e d'azzurro in campo opposto. Sormontato da corona marchionale. - Lo stemma in uso fino al 1932 | Bandiera             |
|        | Sesto Calende D'azzurro, al compasso aperto sovrastante un dado, il tutto d'oro. Ornamenti esteriori da Città. Gonfalone: Drappo di giallo bordato di azzurro… Bandiera: Drappo di azzurro, addestrato dal palo di bianco, esso palo caricato superiormente dallo stemma civico. Concessione del titolo di Città con D.P.R. 28 aprile 2011. | Bandiera             |
|        | Solbiate Arno Troncato da un fiume al naturale, scorrente in fascia di azzurro: nel primo, d'oro, a tre scaglioni d'azzurro; nel secondo, di rosso, alla torre con base a piramide tronca merlata di due alla ghibellina, sormontata da una stella a cinque raggi e accostata da due gigli, il tutto d'oro, terrazzata di verde, con sullo sfondo una catena innevata di montagne. Ornamenti esteriori da Comune. Gonfalone: Drappo d'azzurro… |                      |
|        | Solbiate Olona D'azzurro, troncato da una fascia ondata d'argento: il primo al leone di rosso, uscente dalla troncatura, coronato d'oro; il secondo alla ruota dentata d'oro, accostata da due fusi dello stesso. Ornamenti esteriori da Comune. Gonfalone: Drappo partito, d'azzurro e di giallo, riccamente ornato di ricami d'argento e caricato dello stemma sopra descritto con la iscrizione centrata in argento: COMUNE DI SOLBIATE OLONA. Le parti di metallo ed i cordoni saranno argentati. L'asta verticale sarà ricoperta di velluto dei colori del drappo, alternati, con bullette argentate poste a spirale. Nella freccia sarà rappresentato lo stemma del Comune e sul gambo inciso il nome. Cravatte e nastri tricolorati dai colori nazionali frangiati d'argento. D.P.R. 27 aprile 1964. (Nota: è diffusa una versione dello stemma - in parte adottata anche dall'ente armigero - che sostituisce erroneamente la corona turrita di comune con quella di città). |                      |
|        | Somma Lombardo D'azzurro, a tre leoni rampanti disposti in fascia, il primo ed il terzo d'oro, il secondo di rosso, tutti linguati dell'ultimo. Sotto lo scudo è posta una lista bifida svolazzante d'argento caricata col motto a caratteri capitali di nero: «SUMMA SIDERA CELSA PETIT (Somma tende verso le più alte stelle)». Ornamenti esteriori da Città. D.P.R. 27 giugno 1962. Gonfalone: Drappo di bianco… D.P.R. 27 giugno 1962. Bandiera: In uso (D.P.R. 1 agosto 2019): Drappo d'azzurro, a dodici stelle di otto raggi d'oro, ordinate in palo 3, 3, 3, 3, alternate a tre leoni, il primo ed il terzo d'oro, il secondo di rosso, tutti lampassati dello stesso. L'asta sarà ornata dalla cravatta con nastri tricolorati dai colori nazionali. Desueta (mai ratificata): Drappo interzato in fascia di rosso di giallo e di rosso, in rapporto 1, 2, 1, caricata centralmente dello stemma cittadino. - Bandiera de facto fino al 2019 | Bandiera             |
|        | Sumirago D'argento, a cinque colline di verde, ciascuna cimata da una torre d'azzurro, murata, aperta e finestrata di uno di nero, accompagnato in capo dalla ruota di mulino al naturale. Ornamenti esteriori da Comune. |                      |
|        | Taino Partito: nel primo, di rosso, al liocorno d'argento, ritto, collarinato di una corona d'oro all'antica; nel secondo, d'argento al sorbo al naturale, fruttato d'oro e radicato nella pianura erbosa. Ornamenti esteriori da Comune. D.P.R. 2 marzo 1954. Gonfalone: Drappo partito di rosso e di bianco… | Bandiera             |
|        | Ternate |                      |
|        | Tradate Troncato semipartito, alla fascia d'oro sulla partizione, carica delle lettere a carattere capitale d'oro "J" e "T" (Jacopino da Tradate): nel primo, d'azzurro, a due colline di verde, sostenenti ciascuna una pianta di vite, fruttate di grappoli di uva nera e pampinate di verde (di Abbiate Guazzone); nel secondo, di rosso, allo scudetto d'oro, carico dell'aquila di nero, al volo abbassato; nel terzo, d'argento, al Biscione visconteo, ondeggiante in palo, ingollante per metà un putto ignudo, crinito di nero, posto in fascia e in maestà, con le braccia aperte, il tutto al naturale (di Tradate). Ornamenti esteriori da Città. Gonfalone: Drappo partito di bianco e di rosso… Concessione del titolo di Città con D.P.R. 28 gennaio 1958. |                      |
|        | Travedona Monate |                      |
|        | Tronzano Lago Maggiore Partito: nel primo, d'argento, alla torre d'azzurro, merlata alla guelfa di tre (visibili un merlo e mezzo), movente dalla partizione, fondata sulla pianura d'azzurro, caricata dalla sbarra abbassata di rosso; nel secondo, d'azzurro, al leone d'argento coronato all'antica d'oro. Ornamenti esteriori da Comune. D.P.R. 15 luglio 1983. Gonfalone: Drappo partito d'azzurro e di bianco… |                      |
|        | Uboldo Semitroncato partito: nel primo, d'azzurro, alla lettera maiuscola "U", d'oro; nel secondo, di rosso, al crivello d'oro; nel terzo, d'argento, alla torre di due palchi, di rosso, mattonata di nero, merlata alla guelfa, il palco inferiore di quattro, il superiore di tre, chiusa di nero, finestrata di due, dello stesso, una finestra ogni palco, fondata sulla campagna di verde. Ornamenti esteriori da Comune. D.P.R. 25 ottobre 1994, trascritto nel Registro Araldico dell'Archivio Centrale dello Stato in data 22 novembre 1994. Gonfalone: Drappo partito di bianco e di azzurro… |                      |
|        | Valganna D'azzurro, al campanile di rosso, murato di nero, coperto di rosso, munito in alto della trifora, del campo, a due terzi di altezza della bifora, d'argento, in basso della finestrella, dello stesso, esso campanile sormontato dalla crocetta scorciata, d'oro, fondato sulla pianura di verde, attraversante il monte di tre cime, d'argento, la cima centrale celata dal campanile, esso monte fondato sulla pianura e caricato da quattro abeti, di verde, fustati al naturale, due a destra, due a sinistra del campanile, nodriti nella pianura. Ornamenti esteriori da Comune. D.P.R. 16 gennaio 1995. Gonfalone: Drappo troncato di verde e di giallo, riccamente ornato di ricami di argento e caricato dallo stemma sopra descritto con la iscrizione centrata in argento, recante la denominazione del Comune... |                      |
|        | Varano Borghi D'argento, alla banda d'azzurro caricata da una ruota d'oro dentata di otto, accompagnata da due torri quadrate di rosso chiuse e murate di nero, merlate alla guelfa di tre. Ornamenti esteriori da Comune. D.P.R. 29 gennaio 1982. Gonfalone: Drappo partito di rosso e d'azzurro riccamente ornato di ricami d'argento e caricato dello stemma comunale con la iscrizione centrata in argento: COMUNE DI VARANO BORGHI. Le parti di metallo ed i cordoni saranno argentati. L'asta verticale sarà ricoperta di velluto dei colori del drappo, alternati, con bullette argentate poste a spirale. Nella freccia sarà rappresentato lo stemma del Comune e sul gambo inciso il nome. Cravatta e nastri tricolorati dai colori nazionali frangiati d'argento. |                      |
|        | Varese Troncato: nel primo di rosso al palo d'argento; nel secondo d'argento pieno. L'arma accollata ad un cartoccio d'oro, timbrata da una corona marchionale. Cimiero: San Vittore, patrono della Città, nascente dalla corona, portante nella destra un'asta imbandierata d'argento caricata da una crocetta di rosso, sventolante a sinistra, e nella sinistra la palma del martirio, il tutto al naturale. R.D. 17 giugno 1941. Gonfalone: Drappo di bianco con losanghe di rosso, caricate con fregi in oro; ai quattro lati delle losanghe stelle oro a quattro punte in campo rosso. Il campo bianco è caricato dello stemma comunale, contornato di festoni dorati, di vari ornamenti in oro ed argento, di gruppi decorativi con frutta; sotto lo stemma, in basso, due draghi contrapposti in oro. Nella parte alta reca l'iscrizione centrata in oro: COMUNE DI VARESE. R. D. 28 aprile 1941 Concessione del titolo di Città (Regia) con Risoluzione I. R. 14 giugno 1816. | Bandiera             |
|        | Vedano Olona Semi troncato-partito da due bastoni d'argento: il primo di verde, caricato da un ponte d'argento attraversato da una gemella d'azzurro, ondeggiante in banda; il secondo di verde; il terzo di giallo [sic], a quattro filetti di rosso, caricato da un ponte d'argento, attraversato da un filetto d'azzurro uscente dalla gemella del primo, posto nel capo, e da sei lanterne d'oro disposte 1, 2, 1, 2. Ornamenti esteriori da Comune. Gonfalone: Drappo di rosso… D.P.R. 22 ottobre 1964. |                      |
|        | Venegono Inferiore Semipartito troncato: nel primo, di verde, alle tre castagne, male ordinate, d'oro; nel secondo, di azzurro, alla sbarra ondata, di argento; nel terzo di rosso, al castello d'oro, murato di nero, le due torri di inusitata larghezza, merlate ciascuna alla guelfa di quattro, il fastigio privo di merli, esso castello finestrato di quattro finestre di nero, due nelle torri, due nel corpo del castello, queste ultime ordinate in palo con le prime, fondato sulla collina verde, questa fondata in punta. Sotto lo scudo, su lista bifida e svolazzante d'argento il motto in lettere maiuscole di nero: «VENUS PULCHRITUDINIS DEA». Ornamenti esteriori da Comune. Gonfalone: Drappo partito di azzurro e di bianco… |                      |
|        | Venegono Superiore D'oro, alla figura di San Giorgio atterrante il drago, galoppante sulla pianura, accompagnata, a sinistra, da un tralcio di vite coi pampini e due grappoli, il tutto al naturale; il San Giorgio rivoltato, il tralcio uscente in banda dal lembo sinistro dello scudo. Ornamenti esteriori da Comune. Gonfalone: Drappo di azzurro… |                      |
|        | Vergiate |                      |
|        | Viggiù D’azzurro, alla torre al naturale, merlata alla guelfa sormontata da una stella d’argento, fondata su di un monte di verde. Ornamenti esteriori da Comune. R.D. 9 dicembre 1941. | Bandiera             |
|        | Vizzola Ticino Partito: nel primo, inquartato di rosso e d'argento, al capo d'oro all'aquila spiegata di nero, coronata all'antica del campo; nel secondo, d'azzurro, alla torre di due palchi di rosso, murata, aperta e finestrata di uno da una finestra romboidale di nero, il primo palco merlato alla ghibellina di cinque, il secondo privo di merlature, la torre fondata su una campagna d'oro. Ornamenti esteriori da Comune. Gonfalone: Drappo partito di azzurro e di bianco... D.P.R. 4 giugno 1990. |                      |

## Ex comuni
| Stemma | Ex Comune e blasonatura | Gonfalone |
| ------ | --- | --------- |
|        | Arcumeggia (dal 1927 unito al comune di Casalzuigno). |           |
|        | Bardello (dal 2023 soppresso per la costituzione del comune di Bardello con Malgesso e Bregano). D'azzurro, alla banda ondata d'argento, accompagnata da due pesci persici d'oro, uno posto in capo, l'altro, rivoltato, in punta; al capo di rosso, caricato di tre bisanti d'oro. Ornamenti esteriori da Comune. D.P.R. 2 dicembre 1998. |           |
|        | Bizzozero (dal 1927 soppresso e annesso al comune di Varese). Partito, d’azzurro e d’oro, al castello sostenente sulle due torri due cicogne affrontate, il tutto dell’uno all’altro. |           |
|        | Bosco Valtravaglia (dal 1927 soppresso per la costituzione del comune di Montegrino Valtravaglia). |           |
|        | Bregano (dal 2023 soppresso per la costituzione del comune di Bardello con Malgesso e Bregano). D'oro, alla torre di azzurro, murata di nero, chiusa e finestrata dello stesso, fondata sulla collina tondeggiante di verde, questa fondata sulla pianura di azzurro, fluttuosa di argento, essa torre accompagnata da tre farfalle di bianco al naturale, con righe di nero, una sormontante la torre, le altre due sui fianchi di essa. Ornamenti esteriori da Comune. D.P.R. 2 settembre 1998.                                              |           |
|        | Cadrezzate (dal 2019 soppresso per la costituzione del comune di Cadrezzate con Osmate). Gonfalone: Drappo di bordeaux… |           |
|        | Maccagno (dal 2014 soppresso per la costituzione del comune di Maccagno con Pino e Veddasca). Interzato in fascia: nel primo, di azzurro, al leone illeopardito di rosso, passante sulla partizione, accompagnato nel cantone destro del capo dalla stella di otto raggi d'oro; nel secondo, d'oro, alla torre di rosso, mattonata di nero, merlata alla ghibellina di cinque, aperta del campo, fondata sulla partizione; nel terzo, d'azzurro, alle lettere maiuscole di rosso M e A affiancate. D.P.R. 5 giugno 2001.                       |           |
|        | Malgesso (dal 2023 soppresso per la costituzione del comune di Bardello con Malgesso e Bregano). Partito: il primo di azzurro, alla spada posta in palo, con la punta all'insù, di argento, guarnita d'oro; il secondo di argento, al gelso di verde, fruttato di dieci, di argento, fustato al naturale, nodrito nella campagna di verde. Ornamenti esteriori da Comune. D.P.R. 26 giugno 2008. |           |
|        | Osmate (dal 2019 soppresso per la costituzione del comune di Cadrezzate con Osmate). Inquartato: nel primo, di rosso, alla stella di otto raggi, d'oro: nel secondo, contro-inquartato: nel I e nel IV, d'argento; nel II, di rosso; nel III, d'azzurro; nel terzo, contro-inquartato: nel I e nel IV, d'argento; nel II, d'azzurro; nel III, di rosso; nel quarto, di rosso, alle tre spighe di grano, d'oro, impugnate, legate d'azzurro. Ornamenti esteriori da Comune. Gonfalone: Drappo d'azzurro… D.P.R. 21 ottobre 1989.                |           |
|        | Pino sulla Sponda del Lago Maggiore (dal 2014 soppresso per la costituzione del comune di Maccagno con Pino e Veddasca). Scudo accartocciato: d'argento al pino, fiancheggiato da due leoni controrampanti, il tutto al naturale. |           |
|        | Veddasca (dal 2014 soppresso per la costituzione del comune di Maccagno con Pino e Veddasca). Di verde, allo scoiattolo al naturale, afferrante con le zampe anteriori la pigna al naturale, accompagnato da cinque stelle di otto raggi d'oro, poste due in capo, ordinate in fascia, tre in punta, ugualmente ordinate. Ornamenti esteriori da Comune. Gonfalone: Drappo di giallo riccamente ornato di ricami d'argento e caricato dallo stemma sopra descritto con la iscrizione centrata in argento, recante la denominazione del Comune. |           |

### Ex comuni di cui non sono noti stemmi
- Albusciago
- Armio
- Bolladello
- Bosco Valtravaglia
- Brissago
- Caidate
- Campagnano Vedasca
- Cassina Ferrara
- Cassina Pertusella
- Cassina Verghera
- Castegnate Olona
- Castelnovate
- Bobbiate
- Capolago
- Lissago
- Sant'Ambrogio Olona
- Santa Maria del Monte
- Velate
- Borsano
- Sacconago
- Arnate
- Cajello
- Cedrate
- Crenna
- Voldomino
- Maccagno Inferiore
- Maccagno Superiore
- Garabiolo
- Musignano
- Campagnano
- Colmegna
- Armio
- Cadero con Graglio
- Biegno
- Lozzo
- Curiglia
- Monteviasco
- Runo
- Due Cossani
- Roggiano
- Muceno
- Musadino
- Castello Valtravaglia
- Veccana
- Cadegliano
- Viconago
- Arbizzo
- Ardena
- Vergobbio
- Cavona
- Vararo
- Cerro Lago Maggiore
- Cellina
- Ballarate[5]
- Arolo
- Cocquio
- Trevisago
- Voltorre
- Oltrona al Lago
- Olginasio
- Bogno
- Cardana
- Morosolo
- Bodio
- Lomnago
- Travedona
- Monate
- Barza
- Barzola
- Capronno
- Caronno Corbellaro
- Gornate Superiore
- Gornate Inferiore
- Torba
- Rovate
- Abbiate Guazzone
- Gurone
- Brenno Useria
- Lisanza
- Mezzana Superiore